# Willkommen, ihr herrschenden Götter der Erden
Willkommen, ihr herrschenden Götter der Erden (BWV Anhang 13) ist eine verschollene Kantate von Johann Sebastian Bach, die er in Leipzig komponierte und am 28. April 1738 als Huldigung für das Königspaar und auf die bevorstehende Vermählung von Karl III. mit Maria Amalia aufführte. Der Text dieser Bachkantate stammt von Johann Christoph Gottsched. Die Musik ist verschollen.